# Nicolò Longobardo
Nicolò Longobardo (Caltagirone 1565 - Pequín 1655), també conegut com a Niccolò Longobardi, jesuïta italià, missioner a la Xina durant els anys finals de la dinastia Ming i el principi de la dinastia Qing.

## Biografia
Nicolò Longobardo va néixer a Caltagirone, Regne de Sicília, el 10 de setembre de 1565, en una família de patricis.
El setembre de 1581 va entrar a l'escola de la Companyia de Jesús de Messina, per anar posteriorment a una escola de Palerm on va estudiar retòrica, filosofia i teologia. Va jurar el quatre vots dels jesuïtes el 12 de novembre de 1559.
El 10 d'abril de 1596 va sortir cap Goa i a Macau,on hi va arribar el 20 de juliol de 1597. El viatge el va fer amb els jesuïta portuguès Manuel Dias i l'espanyol Diego de Pantoja.

Va morir a Pequín l'11 de setembre de 1655.

### L'obra missionera
De 1597 a 1611 va estar a Shaozhou. Amb Van Spiere va fundar la missió de la província de Shaanxi i posteriorment a Hangzhou a la província de Zhejiang.
Malgrat que va tenir unes certes discrepàncies amb els criteris d'actuació de Mateo Ricci, en tot el relacionat amb la controvèrsia dels ritus, a la mort d'aquest va ser nomenat superior de la missió a la Xina de 1610 a 1622.
L'actuació missionera de Longobardo es pot sintetitzar en cinc punts principals: Fer de la Xina una província dels jesuïtes autònoma de la província del Japó; acceptar xinesos com a sacerdots i consentir l'ingrés a la Companyia; traduir el Missal i el Breviari al xinès; administrar els sagraments utilitzant el mandarí i no el llatí; potenciar la introducció a la Xina dels coneixements científics i filosòfics europeus.

### Activitat científica
Va tenir un paper important en la presència i actuació dels jesuïtes en tasques científiques, insistint al general de la companyia Claudio Acquaviva en que envies matemàtics a la Xina. El 15 d'octubre de 1612 va escriure: “ els matemàtics ens obren el terrenys al que aspirem arribar, a l'ombra de les matemàtiques nosaltres podrem oferir al rei la filosofia i la teologia…”
Per obtenir resultats el 1613 va enviar a Roma el jesuïta flamenc Nicolas Trigault, que durant dos anys va viatjar per Europa per aconseguir finançament, llibres, material científic i astronòmic. Trigault va tornar a la Xina el 1618 acompanyat per un grup de 22 jesuïtes dels que només vuit van arribar amb vida, entre ells Giacomo Rho, Johann Adam Schall von Bell, i Johann Schreck, i amb cinc vaixells amb material i documents dels darrers avenços científics occidentals.
Entre altres tasques de caràcter científic Longobardo va participar conjuntament amb Johann Schreck en les previsons d'un eclipsi, encàrrec que els va fer l'emperador Chongzhen que volia contrastar la fiabilitat dels càlculs dels jesuïtes amb els dels astrònoms xinesos i el musulmans. El resultats dels jesuïtes van resultar molt més precisos, fet que va comportar la reforma del calendari xinès segons els mètodes occidentals.
El 2023 es va reeditar la seva obra "From Confucius to Zhu Xi. The First Treatise on God in François Noël’s Chinese Philosophy (1711)"